# Hans-Jörg Schek

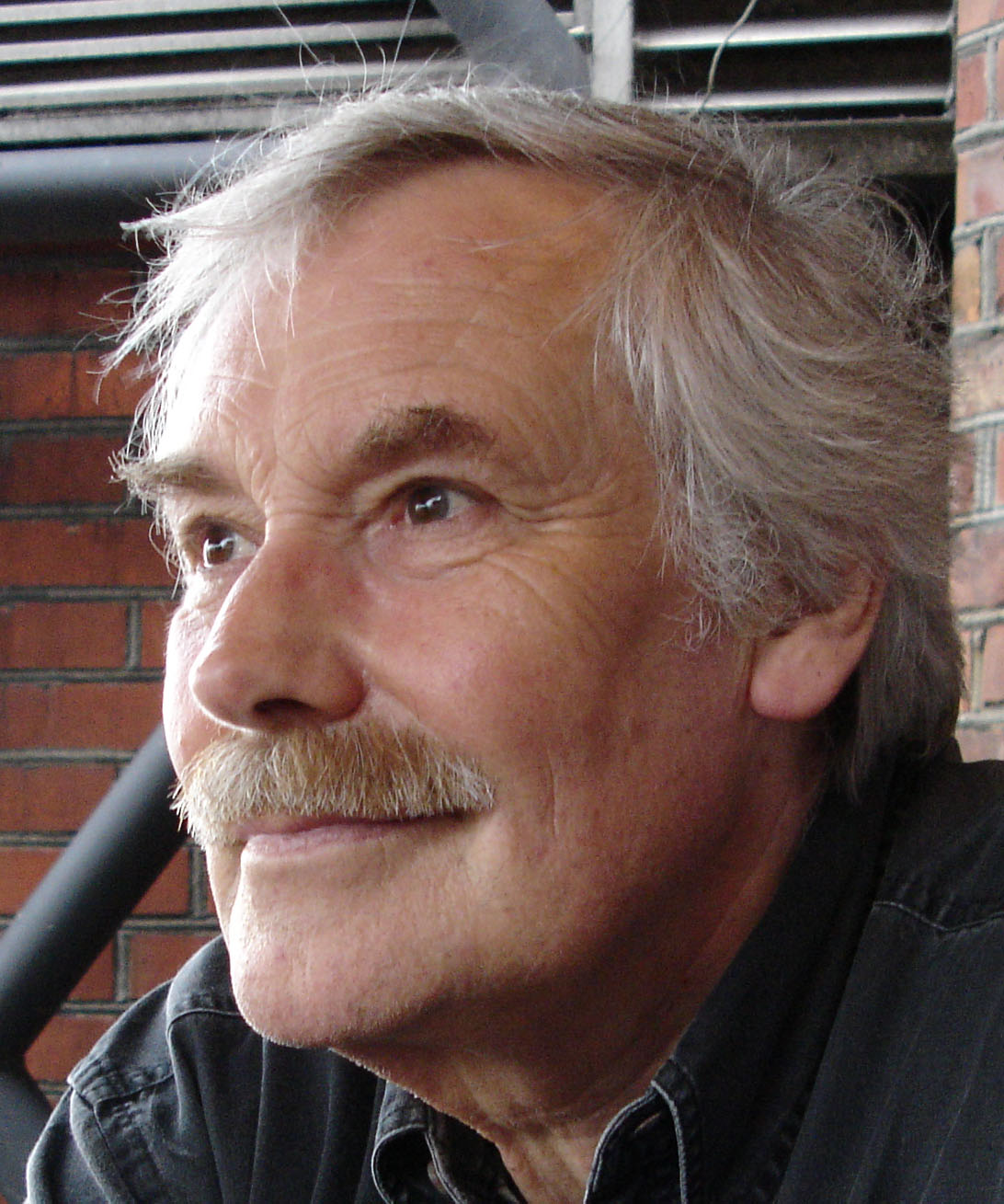
Hans-Jörg Schek (2005)

Hans-Jörg Schek (* 7. März 1940 in Hannover) ist ein deutscher Mathematiker, Informatiker und Professor Emeritus der ETH Zürich.

## Leben
Schek besuchte das Gymnasium Wangen im Allgäu, studierte Mathematik an der Universität Stuttgart (Diplom 1968) und promovierte dort 1972 zum Dr.-Ing. mit einer Dissertation zur Optimierung von Verkehrswegen. Parallel dazu entwickelte er mit seinem Doktorvater Klaus Linkwitz ein neues Verfahren zur Berechnung vorgespannter Seilnetzkonstruktionen. Im Team mit Lothar Gründig und Ulrich Hangleiter wendete er dieses Verfahren zur Berechnung des Gleichgewichtszustandes des Stadions und der Zwischendächer für die Olympischen Sommerspiele 1972 in München an. Für den Entwurf und für die computergestützte Formfindung von Flächentragwerken entwickelte er die Kraftdichtemethode. Diese Methode und Erweiterungen werden in der Praxis vielfach angewendet, beispielsweise bei TechNet, Lothar Gründig oder Philippe Block ETHZ. Die Verallgemeinerung und Systematik mathematischer Methoden zur Netzberechnung führte zu seiner Habilitation 1978 mit der Lehrbefugnis für Mathematische Methoden im Bauingenieur- und Vermessungswesen.
Von 1972 bis 1983 arbeitete er am Wissenschaftlichen Zentrum der IBM Heidelberg, wo er sich zunächst mit endbenutzerorientierten Schnittstellen, speziell Suchverfahren für „Partial Match Retrieval“ beschäftigte. Ein Schwerpunkt war dann die Integration von Datenbanken mit Information Retrieval und die Erweiterung des Relationenmodells zum NF2-Modell.
Von 1983 bis 1988 war er ordentlicher Professor für Informatik an der TH Darmstadt. Aus dem dort etablierten DASDBS-Projekt sind wichtige weitere Arbeiten zur Datenmodellierung (NF2-Modell, Objekt-Algebra), zur Transaktionsverwaltung (Mehrschichtentransaktionen). und zu erweiterbaren Datenbanksystemen entstanden.
Von 1988 bis 2005 war er Professor für Informatik an der ETH Zürich und Leiter des Instituts für Informationssysteme. Die Arbeiten dort haben wichtige Resultate zur Verwaltung von Informationsräumen und zur Suche in digitalen Bibliotheken und zum Konzept der Hyperdatenbanken hervorgebracht. Eine ausführliche Beschreibung der Forschungsprojekte, Publikationen und alle Mitarbeiter der Forschungsgruppe Datenbanken an der ETH Zürich von 1988 bis 2005 findet man im Archiv der ETH Zürich.
Von 2002 bis 2006 hatte er auch einen Lehrstuhl an der Privaten Universität für Medizinische Informatik und Technik Tirol (UMIT), an der er auch das Amt des Vizerektors bekleidete.

## Forschungsschwerpunkte
- Erweiterbare, räumliche Datenbanken
- Erweiterte Modelle zur Transaktionsverwaltung in Datenbanken
- Infrastruktur für verteilte Datenverwaltung und Verwaltung heterogener Dienste
- Grundlagen von objektorientierten und objektrelationalen Datenbanken
- Information Retrieval und Ähnlichkeitssuche in Multimedia-Datenbanken
- Infrastruktur für Digitale Bibliotheken

## Ausgewählte internationale Aktivitäten
- Gründungsherausgeber (1990) des VLDB Journals zusammen mit Fred Maryanski[19]
- VLDB Future Directions of Database Systems mit Jim Gray and John Mylopoulos[20]
- Leiter der internationalen Konferenz VLDB in Zürich 1995 zusammen mit Klaus Dittrich[21]
- Mitarbeit in zahlreichen internationalen Workshops über die zukünftige Entwicklung von Datenbanken[22]
- ACM Sigmod Doctoral Dissertation Awards Committee Chair 2006–2008[23]

## Ausgewählte Auszeichnungen und Preise
- ACM Fellow 2001[24]
- ACM SIGMOD Contributions Award 2007[25]
- VLDB 10-Year Best Paper Award 2008[26]

## Publikationen
- Google Scholar, Hans-Jörg Schek
- Hans-Jörg Schek auf Microsoft Academic
- Publikationen auf dblp
- Hans-Jörg Schek in der ACM Digital Library